# Pedro Rodríguez de Guzmán
Pedro Rodríguez de Guzmán (c. 1135-Batalla de Alarcos, 19 de julio de 1195), fue un ricohombre castellano, miembro de la casa de Guzmán, mayordomo mayor del rey Alfonso VIII de Castilla y destacado miembro de la curia regia.

## Esbozo biográfico
Noble castellano, era hijo de Rodrigo Muñoz de Guzmán y de Mayor Díaz, hija de Diego Sánchez y de su esposa Enderquina Alvárez y hermana, entre otras, de Toda Díaz, casada con Gutierre Fernández de Castro. Su primera aparición en la documentación medieval fue en noviembre de 1167 cuando su hermano Álvaro Rodríguez de Guzmán le nombra junto con los otros hermanos; Fernando, Rodrigo, Urraca, María y Teresa Rodríguez de Guzmán. Fue nombrado mayordomo mayor del rey Alfonso VIII de Castilla en abril de 1194. Él y su esposa Mahalda fueron benefactores del monasterio de Las Huelgas en Burgos al cual donaron numerosos bienes y heredades tales como Revilla del Campo, en Hontoria de la Cantera, en febrero de 1194. También fueron patrones del monasterio de San Salvador de Oña y en 1193 donaron a este cenobio varias propiedades en Zumel, Miñón, y Mansilla en Burgos. El 21 de junio de 1189 aparece vendiendo al abad del monasterio de Santa María de Rioseco unas heredades y una de las divisas que había pertenecido a su hermano Rodrigo. 
Pedro Rodríguez de Guzmán falleció en 1195 combatiendo en la batalla de Alarcos donde murieron muchos nobles, incluyendo su yerno Rodrigo Sánchez.

## Matrimonio y descendencia
Contrajo matrimonio alrededor de mayo de 1174 con Mahalda cuando el rey Alfonso VIII de Castilla, con motivo de la boda les donó la heredad de Prado con el río Reocín. Mahalda pudo ser una hija de Guillermo VIII de Montpellier, o de Manrique Pérez de Lara, aunque no figura como hija de este último en la documentación. De este matrimonio nacieron:
- Nuño Pérez de Guzmán quien ostentó la jefatura de la casa de Guzmán y confirma un documento el 31 de marzo de 1196 en el monasterio de San Juan en la ciudad de Burgos como Nuno Petret, filio Petro Royz de Guçman.[7] Estuvo con sus hermanos Teobaldo y Guillén en la Batalla de las Navas de Tolosa;[12]
- Guillén Pérez de Guzmán, el padre de Mayor Guillén de Guzmán,[13] amante del rey Alfonso X el Sabio con quien tuvo a Beatriz de Castilla, reina consorte por su matrimonio con el rey Alfonso III de Portugal.
- Teobaldo Pérez de Guzmán, llamado Teobaldo de Blazón en la Crónica latina de los reyes de Castilla, «casado al otro lado de los Pirineos y fue uno de los pocos caballeros ultramontanos que no desertó antes de la Batalla de las Navas de Tolosa».[7]

Tuvo también dos hijas, María y Teresa. Ambas fueron monjas en el monasterio de Las Huelgas en Burgos. Una de ellas, era la viuda de Rodrigo Sánchez, hijo de Sancho Díaz de Haro y sobrino de Lope Díaz I de Haro, señor de Vizcaya. Rodrigo Sánchez también murió en la batalla de Alarcos junto a su suegro, según consta en la Crónica latina de los Reyes de Castilla al mencionar algunos de los fallecidos en dicha batalla: Petrus Roderici de Guzman et Rodericus Sancii, gener eius.